# Florentyna Golec
Florentyna Paulina Golec, także Goletz (ur. 14 czerwca 1859 w Starym Chorzowie, zm. 24 lutego 1953 w Bytomiu) – krzewicielka kultury polskiej na Śląsku, aktorka amatorka.
Była córką górnika Daniela i Heleny z domu Fritsch. Od dzieciństwa była związana z polskimi amatorskimi zespołami teatralnymi występującymi w Królewskiej Hucie, najpierw w Kasynie Polsko-Katolickim, potem w Kółku Towarzyskim. Miała okazję występować u boku poety Jana Ligonia oraz folklorysty Józefa Gallusa; wiodącą postacią Kółka Towarzyskiego był Juliusz Ligoń, ojciec Jana, poeta i polski działacz narodowy, z zawodu kowal. 
Debiutowała na scenie już w styczniu 1870 w dramacie Karola Miarki Żuawi. Miała również w repertuarze liczne role komediowe, zazwyczaj w duecie z Janem Ligoniem. Jej występy, wśród których były kreacje m.in. w sztukach Takich więcej Wincentego Wdowiszewskiego czy Telefon kolejnego z przedstawicieli rodziny Ligoniów Adolfa, przyczyniły się do zdobycia dużej popularności przez amatorski zespół. Przedstawienia Kółka Towarzyskiego gromadziły przeszło 400 widzów, nie tylko z Królewskiej Huty, ale i Szopienic, Mysłowic, Piekar Śląskich, Lipin, Laurahuty (Siemianowic). Popularność ta pozwalała polskim amatorom skutecznie rywalizować z niemieckimi aktorami profesjonalnymi.
"Na deski sceniczne przenosiła umiłowanie piękna języka polskiego i dumę z polskiej kultury" (R. Hanke). Uczucia te towarzyszyły jej także w późniejszych latach; w 1884 wyszła za mąż za Józefa Gallusa i wspierała męża w pracach nad gromadzeniem oraz publikowaniem polskich pieśni śpiewanych na Śląsku. Zmarła w wieku 93 lat w lutym 1953.